# Гриффин, Эй Джей (баскетболист)
Эй Джей Гриффин (англ. AJ Griffin; род. 25 августа 2003, Даллас) — американский бывший профессиональный баскетболист, выступавший 2 сезона в НБА за команду «Атланта Хокс». Играл на позиции лёгкого форварда и атакующего защитника.

## Профессиональная карьера

### Атланта Хокс (2022–2024)
Гриффин был выбран клубом «Атланта Хокс» под 16-м номером на драфте НБА 2022 года. Позже он присоединился к команде в Летней лиге НБА 2022 года. 3 июля 2022 года «Хокс» подписали с Гриффином контракт новичка. 19 ноября Гриффин набрал 17 очков, включая победный аллей-уп, сделал 5 подборов, результативную передачу, перехват в матче против «Торонто Рэпторс». 11 декабря Гриффин забил еще один победный аллей-уп против «Чикаго Буллз».
27 июня 2024 года «Хокс» обменяли Гриффина в «Хьюстон Рокетс» на драфт-права на Николу Джуришича в рамках трёхстороннего обмена с участием «Майами Хит». Однако 20 сентября «Рокетс» и он договорились о выкупе контракта, как раз когда он рассматривал возможность ухода из баскетбола.
29 сентября 2024 года Гриффин подтвердил свой уход из баскетбола и заявил, что «бросил баскетбол, чтобы следовать за Иисусом». Гриффин заявил, что хочет полностью посвятить себя христианскому служению.

## Карьера в сборной
Гриффин представлял США на чемпионате Америки среди игроков до 16 лет в Бразилии в 2019 году. В среднем за игру он набирал 13,5 очков, делал 4,3 подбора и 3,3 перехвата и помог своей команде завоевать золотую медаль. Гриффин набрал 18 очков в финале против Канады.

## Личная жизнь
Гриффин — христианин и часто пользуется социальными сетями, чтобы рассказать о своей вере. Отец Гриффина, Эдриан, играл в Национальной баскетбольной ассоциации в течение десяти сезонов, в последствии был главным тренером «Милуоки Бакс». Его брат, Алан, также баскетболист, играл в Джи-Лиге НБА.

## Статистика

### Статистика в НБА
| Сезон                                                                                    | Команда | Регулярный сезон | Регулярный сезон | Регулярный сезон | Регулярный сезон | Регулярный сезон | Регулярный сезон | Регулярный сезон | Регулярный сезон | Регулярный сезон | Регулярный сезон | Регулярный сезон | Серия плей-офф | Серия плей-офф | Серия плей-офф | Серия плей-офф | Серия плей-офф | Серия плей-офф | Серия плей-офф | Серия плей-офф | Серия плей-офф | Серия плей-офф | Серия плей-офф |
| Сезон                                                                                    | Команда | GP               | GS               | MPG              | FG%              | 3P%              | FT%              | RPG              | APG              | SPG              | BPG              | PPG              | GP             | GS             | MPG            | FG%            | 3P%            | FT%            | RPG            | APG            | SPG            | BPG            | PPG            |
| ---------------------------------------------------------------------------------------- | ------- | ---------------- | ---------------- | ---------------- | ---------------- | ---------------- | ---------------- | ---------------- | ---------------- | ---------------- | ---------------- | ---------------- | -------------- | -------------- | -------------- | -------------- | -------------- | -------------- | -------------- | -------------- | -------------- | -------------- | -------------- |
| 2022/23                                                                                  | Атланта | 72               | 12               | 19,5             | 46,5             | 39,0             | 89,4             | 2,1              | 1,0              | 0,6              | 0,2              | 8,9              | Не участвовал  | Не участвовал  | Не участвовал  | Не участвовал  | Не участвовал  | Не участвовал  | Не участвовал  | Не участвовал  | Не участвовал  | Не участвовал  | Не участвовал  |
| 2023/24                                                                                  | Атланта | 20               | 0                | 8,5              | 29,0             | 25,6             | 100,0            | 0,9              | 0,3              | 0,1              | 0,1              | 2,4              | Не участвовал  | Не участвовал  | Не участвовал  | Не участвовал  | Не участвовал  | Не участвовал  | Не участвовал  | Не участвовал  | Не участвовал  | Не участвовал  | Не участвовал  |
|                                                                                          | Всего   | 92               | 12               | 17,1             | 44,7             | 37,2             | 89,8             | 1,9              | 0,8              | 0,5              | 0,2              | 7,5              | Не участвовал  | Не участвовал  | Не участвовал  | Не участвовал  | Не участвовал  | Не участвовал  | Не участвовал  | Не участвовал  | Не участвовал  | Не участвовал  | Не участвовал  |
| Наведите курсор мыши на аббревиатуры в заголовке таблицы, чтобы прочесть их расшифровку. |         |                  |                  |                  |                  |                  |                  |                  |                  |                  |                  |                  |                |                |                |                |                |                |                |                |                |                |                |

### Статистика в Джи-Лиге
| Сезон                                                                                    | Команда               | Регулярный сезон | Регулярный сезон | Регулярный сезон | Регулярный сезон | Регулярный сезон | Регулярный сезон | Регулярный сезон | Регулярный сезон | Регулярный сезон | Регулярный сезон | Регулярный сезон | Серия плей-офф | Серия плей-офф | Серия плей-офф | Серия плей-офф | Серия плей-офф | Серия плей-офф | Серия плей-офф | Серия плей-офф | Серия плей-офф | Серия плей-офф | Серия плей-офф |
| Сезон                                                                                    | Команда               | GP               | GS               | MPG              | FG%              | 3P%              | FT%              | RPG              | APG              | SPG              | BPG              | PPG              | GP             | GS             | MPG            | FG%            | 3P%            | FT%            | RPG            | APG            | SPG            | BPG            | PPG            |
| ---------------------------------------------------------------------------------------- | --------------------- | ---------------- | ---------------- | ---------------- | ---------------- | ---------------- | ---------------- | ---------------- | ---------------- | ---------------- | ---------------- | ---------------- | -------------- | -------------- | -------------- | -------------- | -------------- | -------------- | -------------- | -------------- | -------------- | -------------- | -------------- |
| 2023/24                                                                                  | Колледж-Парк Скайхокс | 6                | 0                | 27,2             | 44,4             | 40,0             | 66,7             | 4,3              | 1,2              | 1,5              | 0,7              | 14,2             | Не участвовал  | Не участвовал  | Не участвовал  | Не участвовал  | Не участвовал  | Не участвовал  | Не участвовал  | Не участвовал  | Не участвовал  | Не участвовал  | Не участвовал  |
|                                                                                          | Всего                 | 6                | 0                | 27,2             | 44,4             | 40,0             | 66,7             | 4,3              | 1,2              | 1,5              | 0,7              | 14,2             | Не участвовал  | Не участвовал  | Не участвовал  | Не участвовал  | Не участвовал  | Не участвовал  | Не участвовал  | Не участвовал  | Не участвовал  | Не участвовал  | Не участвовал  |
| Наведите курсор мыши на аббревиатуры в заголовке таблицы, чтобы прочесть их расшифровку. |                       |                  |                  |                  |                  |                  |                  |                  |                  |                  |                  |                  |                |                |                |                |                |                |                |                |                |                |                |

### Статистика в NCAA
| Сезон | Команда | Conf  | Class | GP | GS | MPG  | FG%  | 3P%  | FT%  | RPG | APG | SPG | BPG | PPG  |
| --- | ------- | ----- | ----- | -- | -- | ---- | ---- | ---- | ---- | --- | --- | --- | --- | ---- |
| 2021/22 | Дьюк    | ACC   | FR    | 39 | 25 | 24,0 | 49,3 | 44,7 | 79,2 | 3,9 | 1,0 | 0,5 | 0,6 | 10,4 |
| Всего | Всего   | Всего | Всего | 39 | 25 | 24,0 | 49,3 | 44,7 | 79,2 | 3,9 | 1,0 | 0,5 | 0,6 | 10,4 |
| Наведите курсор мыши на аббревиатуры в заголовке таблицы, чтобы прочесть их расшифровку Статистика приведена с сайта sports-reference.com |         |       |       |    |    |      |      |      |      |     |     |     |     |      |